# Legio I Adiutrix
La Legio I Adiutrix est une légion romaine constituée en 68, soit par Néron, soit par Galba. Elle est mentionnée pour la dernière fois au début du Ve siècle par la Notitia dignitatum alors qu'elle est stationnée à Brigetio (aujourd'hui Szőny), dans la province de Pannonie (qui recouvre l'actuelle Hongrie). L'emblème de cette légion est le capricorne, souvent représenté aux côtés du cheval ailé Pégase.

## Présentation
La légion a probablement été formée à partir des marins de la Classis Misenensis, flotte basée à Misène, puis complétée par Galba. Elle était alors stationnée près de Rome. Au cours de l'année des quatre empereurs, elle combattit dans l'armée d'Othon lors de la bataille de Bedriacum, où Othon est vaincu par Vitellius. Ce dernier transféra la légion en Espagne, mais en 70, on la retrouve en train de combattre la rébellion batave en Germanie inférieure.

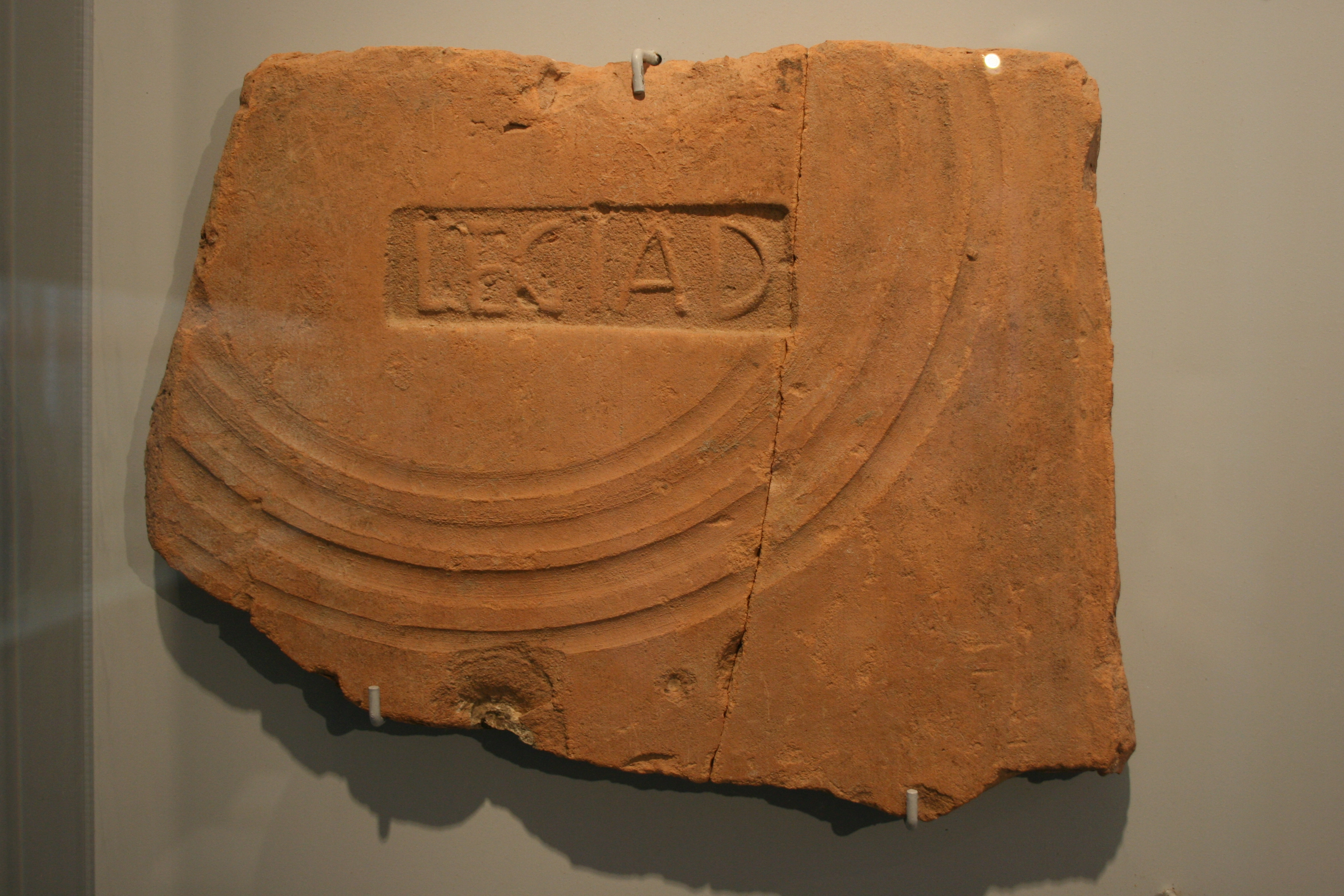
Brique estampillée LEG I AD trouvée à Mayence

Par la suite, la cité de Mogontiacum (aujourd'hui Mayence) est connue comme garnison de la Legio I Adiutrix ; la Legio XIV Gemina y avait également ses quartiers, et elles se livraient principalement toutes les deux à des activités de construction. En 83, sous le commandement de l'empereur Domitien, elles combattent les Chatti, une tribu germanique qui vivait de part et d'autre du Rhin. Elles sont ensuite transférées en Pannonie, dans l'armée du Danube, pour y combattre les Daces.
Après l'assassinat de Domitien en 96, la Legio I Adiutrix, au sein de l'armée du Danube, joua un rôle important dans la politique intérieure de l'Empire romain, contraignant par exemple Nerva à choisir Trajan comme successeur. Quand Trajan devint empereur, il donna à la légion le surnom de Pia Fidelis (loyale et fidèle), pour la remercier de son soutien. Entre 101 et 106, sous le commandement du nouvel empereur, la I Adiutrix, avec la IV Flavia Felix et la XIII Gemina, conquit la Dacie, puis occupa la nouvelle province. Trajan l'utilisa également dans la campagne contre les Parthes (115-117), avant qu'elle soit renvoyée en Pannonie par son successeur Hadrien, avec Brigetio pour garnison.
Pendant les décennies suivantes, la légion resta sur la frontière du Danube. Sous Marc Aurèle, elle combattit contre les Marcomans. Entre 171 et 175, son chef était Pertinax, qui fut brièvement empereur au cours de l'année 193. Quand Septime Sévère devint empereur, il avait le soutien de la I Adiutrix, qui le suivit dans sa marche sur Rome.
Par la suite, son camp de base fut à nouveau en Pannonie ; elle joua cependant un rôle dans plusieurs des campagnes contre les Parthes : celles de 195 et 197-198 sous Septime Sévère, celle de 215-217 dirigée par Caracalla, et celle de 244, sous Gordien III.